# Вера Баева
Вера Баева е българска композиторка, пианистка, педагожка и писателка.

## Биография
Родена е в Бургас на 18 март 1930 г. Израства в семейство, оставило отпечатък в стопанското и духовно развитие на черноморския град. Завършва музикална гимназия и академия в София при професорите Андрей Стоянов и Димитър Ненов, пиано и композиция при професорите Марин Големинов и Любомир Пипков.
Като композитор има завидно творчество: кантатно-ораториално, песенно и инструментално. Дългогодишен хормайстор при хора на Радио София, преподавател по камерна музика в Музикалната академия и Нов български университет.
Участва и създава много музикални форми, песни за хор, детски песни и др.
Вера Баева над 55 години концертира в България и Европа, Азия, Америка. Авторка е на кантати и оратории, над 150 песни по стихове на български и чужди поети, концертни пиеси за цигулка, пиано, виолончело, флейта, тромпет и камерни състави, детски песни и оперети изпълнявани по Българското национално радио.
Някои от най-известните ѝ творби са изредени по-долу.

### Хорово-оркестрови произведения

#### Кантати за смесен хор и оркестър
- „Пирин“ (1954)
- „Прекланям се“ – за солист, четец, смесен хор и оркестър (1975)
- „Мой роден край“ за смесен хор и оркестър (1985)

### Хорово-инструментални произведения

#### За женски хор
- „Пеперуди“ (Обред за дъжд) по народни мотиви за женски хор, флейта, контрабас, пиано, ударни инструменти и орган
- Четири песни за женски хор, флейта и пиано „Откровение“, текст Станка Пенчева (1981)

### За мъжки хор
- „Танц край огъня на Тангра“  обреден танц за мъжки хор, флейта, контрабас, пиано и ударни (1991)

### Произведения за симфоничен оркестър
- „Съвременно Търново“ за пиано и оркестър (1980)

### Камерна музика

#### Струнен квартет
- „Цирк“ за флейта, виолончело, пиано, ударни и четец (2003)
- Клавирно трио
- Соната за цигулка и пиано (1988)
- Две пиеси за цигулка и пиано (2002)
- Две импресии за соло виолончело (1981)

#### За пиано
- Пет прелюдии (1974)
- Концерт „ДоРе“ за два рояла, 8 ръце (1986)
- Соната за осем ръце (1987)

### Вокална музика
- Три песни за сопран и пиано, текст Блага Димитрова (1976)
- Цикъл от 3 песни „Мъжки настроения“ за бас и пиано, текст Димитър Методиев (1977)
- Три песни за мецосопран и пиано, текст Е. Карапетрова (2003)